# Cayo Clodio Numo
Cayo o Gayo Clodio Numo (en latín: Gaius Clodius Nummus) fue un senador romano que desarrolló su cursus honorum entre el último cuarto del siglo I y el primer cuarto del siglo II, bajo los imperios de Domiciano, Nerva y Trajano.

## Carrera
Su único cargo conocido fue el de consul suffectus en 114, bajo Trajano, desempeñando esta magistratura durante el nundinum comprendido entre los meses de mayo y agosto.